# 中国健力宝青年队
中国健力宝青年队，是1992年至1998年间存在的一支足球队伍，是由健力宝集团出资赞助，由中国足协组织派遣中国少年球员中较优秀者，到巴西圣保罗等地学习足球技能的一个团队。健力宝队的主教练是后来成为国家队主帅的朱广沪。

## 概况
1992年4月25日，中国足协与健力宝集团签订协议，正式筹备组建健力宝青年队，同年夏天，足协就设立了天津和大连两个赛区的海选站点，对全国1977-78年年龄段的小队员进行初级选拔，选出80多个孩子赴北京进行第二轮的筛选，接着选出40多人于同年12月到广西梧州进行冬训和最后一次的选拔。最终，22名15、16岁的孩子成了幸运儿，在1993年秋天，从北京飞往巴西。
1995年7月，健力宝队回国，在国内各地参加了26场比赛，1996年3月，球队经过调整后再次前往巴西。
1997年，健力宝队中曾有6名球员被临时召入中国国家队，当时年龄最大者也不过21岁，引起轰动，被视为中国足球未来的希望。
中国足协原本希望在2006世界杯预选赛时，这支青年军能成为主力军，最终李铁、李金羽、李玮锋、郑斌、李健、郝伟和陶伟这7人入选2004年征战2006年德国世界杯预选赛的国家队。

## 球员名单
球队历史上一共有过29名队员在巴西接受过训练，其中10人之后入选过中国国家队，近20人先后效力过国内顶级联赛。

### 中国国家队成员
- “四小天鹅”：李铁 张效瑞 隋东亮 李金羽
- “六小天鹅”，指上述四人加上李玮锋、郝伟，这六名球员是1997年被中途召回中国参与国家队训练的，之后李玮锋与郝伟又被派回了巴西，并没有直接进入国家队。
- 黄勇 郑斌 李健 陶伟

### 其他
- 商毅 王文华 刘林 姜涛 邱卫国 张然 郑焱 鲍文杰 张永海 孙治（1993－1998年）
- 杨晓平 韩涛 王磊 陈文奎 余顺平（1993－1996年）
- 常卫魏 马永康 姚立 邱忠辉（1996－1998年）